# Red Zone (jeu vidéo, 1994)
Pour les articles homonymes, voir Red Zone.
Red Zone est un shoot them up à défilement sorti en 1994 sur Mega Drive. Le jeu a été développé par Zyrinx et édité par Time Warner Interactive. Une version bêta du jeu est sortie auparavant sous le nom de HardWired.